# ايتسيك كوهين
ايتسيك كوهين (بالعبرية: איציק כהן‏) هو ممثل إسرائيلي، ولد في 1 سبتمبر 1968 في إسرائيل.

## وصلات خارجية
- ايتسيك كوهين على موقع IMDb (الإنجليزية)
- ايتسيك كوهين على موقع قاعدة بيانات الفيلم (الإنجليزية)